# ساراسامبو
ساراسامبو (به لاتین: Sarasambo) یک منطقهٔ مسکونی در ماداگاسکار است که در توآلانارو واقع شده‌است. ساراسامبو ۹٬۰۰۰ نفر جمعیت دارد و ۴۱ متر بالاتر از سطح دریا واقع شده‌است.